# Боровковский
Боровковский — посёлок в Ясногорском районе Тульской области России. 
В рамках административно-территориального устройства является центром Боровковской сельской территории Ясногорского района, в рамках организации местного самоуправления включается в Ревякинское сельское поселение.

## География
Расположен в 30 км к северу от Тулы, у юго-восточной окраины города Ясногорска.

## Население
| 2002 | 2010 |
| ---- | ---- |
| 396  | ↘329 |

Население — 329 чел. (2010).